# Lijst van munteenheden
De munteenheid is het betaalmiddel dat geldig is in een bepaald land, streek of regio. Zie ISO 4217 voor een overzicht.

## Gelijknamige munteenheden die in meerdere landen een andere waarde hebben
Verschillende landen hebben munteenheden met dezelfde naam, maar vaak gaat het niet om dezelfde munteenheid en is alleen de naam (vrijwel) gelijk. Soms is de naam op het eerste gezicht verschillend, maar is de betekenis dezelfde, zoals bij pond en lire. Zo is een Australische dollar niet hetzelfde als een Amerikaanse dollar. Dit geldt niet voor de euro: alle euro's zijn inwisselbaar, ongeacht het land waarin ze zijn uitgegeven. Er zijn ook landen die hun munt gekoppeld hebben aan die van een ander land (vaak de Amerikaanse dollar) of aan de euro.
| Dinar/denar                | Algerijnse dinar (Algerije), Bahreinse dinar (Bahrein), Iraakse dinar (Irak), Jordaanse dinar (Jordanië en Palestina), Koeweitse dinar (Koeweit), Libische dinar (Libië), Macedonische denar (Noord-Macedonië), Servische dinar (Servië) en Tunesische dinar (Tunesië) |
| Dirham/dram                | Armeense dram (Armenië en Nagorno-Karabach), Marokkaanse dirham (Marokko en Westelijke Sahara) en VAE-dirham (Verenigde Arabische Emiraten) |
| Dollar/ringgit             | Amerikaanse dollar (Verenigde Staten, Bonaire, Britse Maagdeneilanden, Ecuador, El Salvador, Micronesië, Oost-Timor, Palau, Saba, Sint Eustatius en Turks- en Caicoseilanden), Australische dollar (Australië, Kiribati, Nauru en Tuvalu), Bahamaanse dollar (Bahama's), Barbadiaanse dollar (Barbados), Belizaanse dollar (Belize), Bermudaanse dollar (Bermuda), Bruneise dollar (Brunei), Canadese dollar (Canada), Kaaimaneilandse dollar (Kaaimaneilanden), Fijische dollar (Fiji), Guyaanse dollar (Guyana), Hongkongse dollar (Hongkong), Jamaicaanse dollar (Jamaica), Liberiaanse dollar (Liberia), Maleisische ringgit (Maleisië), Namibische dollar (Namibië), Nieuw-Zeeland (Nieuw-Zeeland, Cookeilanden, Niue, Tokelau en Pitcairneilanden), Oost-Caribische dollar (Anguilla, Antigua en Barbuda, Dominica, Grenada, Montserrat, Saint Kitts en Nevis, Saint Lucia en Saint Vincent en de Grenadines), Salomon-dollar (Salomonseilanden), Singaporese dollar (Singapore), Surinaamse dollar (Suriname), Taiwanese dollar (Taiwan) en Trinidad en Tobagodollar (Trinidad en Tobago) |
| Frank                      | Burundese frank (Burundi), Centraal-Afrikaanse CFA-frank (Centraal-Afrikaanse Republiek, Congo-Brazzaville, Equatoriaal-Guinea, Gabon, Kameroen en Tsjaad), CFP-frank (Frans-Polynesië, Nieuw-Caledonië en Wallis en Futuna), Djiboutiaanse frank (Djibouti), de Comorese frank (Comoren), Congolese frank (Congo-Kinshasa), Rwandese frank (Rwanda), West-Afrikaanse CFA-frank (Benin, Burkina Faso, Guinee-Bissau, Ivoorkust, Mali, Niger, Senegal en Togo) en Zwitserse frank (Zwitserland en Liechtenstein) |
| Gulden/florin/złoty/forint | Arubaanse florin (Aruba), Antilliaanse gulden (Curaçao en Sint Maarten), Poolse złoty (Polen), Hongaarse forint |
| Kroon                      | Deense kroon (Denemarken, Faeröer en Groenland), Faeröerse kroon (Faeröer), IJslandse kroon (IJsland), Noorse kroon (Noorwegen), Tsjechische kroon (Tsjechië) en Zweedse kroon (Zweden) |
| Kwacha                     | Malawische kwacha (Malawi) en Zambiaanse kwacha (Zambia) |
| Leu                        | Moldavische leu (Moldavië) en Roemeense leu (Roemenië) |
| Manat                      | Azerbeidzjaanse manat (Azerbeidzjan) en Turkmeense manat (Turkmenistan) |
| Peso                       | Argentijnse peso (Argentinië), Chileense peso (Chili), Colombiaanse peso (Colombia), Cubaanse peso (Cuba), Dominicaanse peso (Dominicaanse Republiek), Filipijnse peso (Filipijnen), Mexicaanse peso (Mexico) en Uruguayaanse peso (Uruguay) |
| Rial/riyal/real/riel       | Braziliaanse real (Brazilië), Cambodjaanse riel (Cambodja), Iraanse rial (Iran), Jemenitische rial (Jemen), Omaanse rial (Oman), Qatarese rial (Qatar) en Saoedi-Arabische riyal (Saoedi-Arabië) |
| Roebel                     | Russische roebel (Rusland, Abchazië en Zuid-Ossetië), Transnistrië (Transnistrische roebel) en Wit-Rusland (Wit-Russische roebel) |
| Pond/lire/lira             | Britse pond (Verenigd Koninkrijk, Brits Antarctisch Territorium, Falklandeilanden, Gibraltar, Guernsey, Jersey, Man en Zuid-Georgia en de Zuidelijke Sandwicheilanden), Egyptisch pond (Egypte en Palestina), Falklandeilands pond (Brits Antarctisch Territorium, Falklandeilanden, Sint-Helena, Ascension en Tristan da Cunha en Zuid-Georgia en de Zuidelijke Sandwicheilanden), Gibraltarees pond (Gibraltar), Guernseypond (Guernsey), Jerseypond (Jersey), Libanees pond (Libanon), Man-pond (Man), Sint-Heleens pond (Sint-Helena, Ascension en Tristan da Cunha), Soedanees pond (Soedan), Syrisch pond (Syrië), Turkse lira (Noord-Cyprus en Turkije) en Zuid-Soedanees pond (Zuid-Soedan) |
| Roepie/roepia/rufiyaa      | Indiase roepie (India, Bhutan en Nepal), Indonesische roepia (Indonesië), Maldivische rufiyaa (Malediven), Mauritiaanse roepie (Mauritius), Nepalese roepie (Nepal), Pakistaanse roepie (Pakistan), Seychelse roepie (Seychellen) en Sri Lankaanse roepie (Sri Lanka) |
| Shilling                   | Keniaanse shilling (Kenia), Oegandese shilling (Oeganda), Somalische shilling (Somalië), Somalilandse shilling (Somaliland) en Tanzaniaanse shilling (Tanzania) |
| Som                        | Kirgizische som (Kirgizië) en Oezbeekse sum (Oezbekistan) |
| Won                        | Noord-Koreaanse won (Noord-Korea) en Zuid-Koreaanse won (Zuid-Korea) |

## Enkele niet meer bestaande munteenheden
| Griekse drachme        | Griekenland          |
| Portugese escudo       | Portugal             |
| Belgische frank        | België               |
| Luxemburgse frank      | Luxemburg            |
| Nederlandse gulden     | Nederland            |
| Oostenrijkse schilling | Oostenrijk           |
| Italiaanse lire        | Italië               |
| Duitse mark            | Duitsland            |
| Spaanse peseta         | Spanje en Andorra    |
| Finse mark             | Finland              |
| Franse frank           | Frankrijk en Andorra |
| Iers pond              | Ierland              |
| Monegaskische frank    | Monaco               |
| San Marinese lire      | San Marino           |
| Slowaakse kroon        | Slowakije            |
| Vaticaanse lire        | Vaticaanstad         |
| Sloveense tolar        | Slovenië             |
| Maltese lire           | Malta                |
| Cypriotisch pond       | Cyprus               |
| Joegoslavische dinar   | Joegoslavië          |

## Landen en hun munteenheid
| Afghanistan                                                        | Afghani=100 put=1000 AFA                                        | AFN            |
| Afghanistan (tot 2014)                                             | Afghani                                                         | AFA            |
| Albanië                                                            | lek                                                             | ALL            |
| Algerije                                                           | Algerijnse dinar=100 santeem                                    | DZD            |
| Amerikaans-Samoa                                                   | Amerikaanse dollar=100 cent                                     | USD $          |
| Amerikaanse Maagdeneilanden                                        | Amerikaanse dollar=100 cent                                     | USD $          |
| Andorra                                                            | euro=100 cent=6,559 57 FRF=166,386 ESP                          | EUR €          |
| Andorra (tot 2001)                                                 | Franse frank=100 centimes                                       | FRF            |
| Andorra (tot 2001)                                                 | Spaanse peseta                                                  | ESP            |
| Angola                                                             | Angolese kwanza=100 iwei=1000 000 AOR                           | AOA            |
| Angola (tot 2001)                                                  | Angolese kwanza reajustado =1000 novo kwanza                    | AOR            |
| Angola (tot 1996)                                                  | novo kwanza=1 kwanza                                            | AON            |
| Angola (tot 1978)                                                  | kwanza                                                          | AOK            |
| Angola (tot 1976)                                                  | escudo                                                          | AOS            |
| Angola (tot 1959)                                                  | angolar=1,25 escudo                                             |                |
| Angola (tot 1927)                                                  | Angolese escudo=1 milreis                                       |                |
| Angola (tot 1915)                                                  | milreis                                                         |                |
| Anguilla                                                           | Oost-Caribische dollar                                          | XCD            |
| Antarctica                                                         |                                                                 |                |
| Antigua en Barbuda                                                 | Oost-Caribische dollar                                          | XCD            |
| Argentinië                                                         | Argentijnse peso=100 centavos                                   | ARS            |
| Armenië                                                            | dram=100 luma                                                   | AMD            |
| Aruba                                                              | Arubaanse florin=100 cent                                       | AWG            |
| Australië                                                          | Australische dollar=100 cents                                   | AUD            |
| Australië (tot 1967)                                               | Australisch pond=20 shilling=240 pence (=2 Australische dollar) |                |
| Azerbeidzjan                                                       | Azerbeidzjaanse manat=100 kepik=5000 AZM                        | AZN            |
| Azerbeidzjan (tot 2007)                                            | Azerbeidzjaanse manat                                           | AZM            |
| Bahama's                                                           | Bahamaanse dollar=100 cent                                      | BSD            |
| Bahrein                                                            | Bahreinse dinar=1000 fils                                       | BHD            |
| Bangladesh                                                         | taka=100 poisha                                                 | BDT            |
| Barbados                                                           | Barbadiaanse dollar=100 cent                                    | BBD            |
| België                                                             | euro=100 cent=40,3399 BEF                                       | EUR €          |
| België (tot 2002)                                                  | Belgische frank=100 centimen                                    | BEF            |
| Belize                                                             | Belizaanse dollar=100 cent                                      | BZD            |
| Benin                                                              | CFA-frank                                                       | XOF            |
| Bermuda                                                            | Bermudaanse dollar=100 cent                                     | BMD            |
| Bhutan                                                             | ngultrum=100 chetrum                                            | BTN            |
| Bolivia                                                            | boliviano=100 centavos                                          | BOB            |
| Bosnië en Herzegovina                                              | Bosnische convertibele mark=100 feninga                         | BAM            |
| Botswana                                                           | pula=100 thebe                                                  | BWP            |
| Bouvet                                                             |                                                                 |                |
| Brazilië                                                           | real                                                            | BRL            |
| Brits Indische Oceaanterritorium                                   | Pond sterling=100 new pence                                     | GBP £          |
| Britse Maagdeneilanden                                             | Amerikaanse dollar=100 cent                                     | USD $          |
| Brunei                                                             | Bruneise dollar=100 cent                                        | BND            |
| Bulgarije                                                          | lev=100 stotinki=1000 BGL=1 DEM                                 | BGN            |
| Bulgarije (tot 2000)                                               | oude lev                                                        | BGL            |
| Burkina Faso                                                       | CFA-frank                                                       | XOF            |
| Burundi                                                            | Burundese frank                                                 | BIF            |
| Cambodja                                                           | riel                                                            | KHR            |
| Canada                                                             | Canadese dollar                                                 | CAD            |
| Centraal-Afrikaanse Republiek                                      | CFA-frank                                                       | XAF            |
| Chili                                                              | Chileense peso=100 centavos                                     | CLP            |
| China                                                              | renminbi=1 yuan = 10 jiǎo = 100 fēn                             | CNY ¥, ook RMB |
| Christmaseiland                                                    | Australische dollar=100 cents                                   | AUD            |
| Cocoseilanden                                                      | Australische dollar=100 cents                                   | AUD            |
| Colombia                                                           | Colombiaanse peso=100 centavos                                  | COP            |
| Comoren                                                            | Comorese frank=100 centimes                                     | KMF            |
| Congo-Brazzaville                                                  | CFA-frank                                                       | XAF            |
| Congo-Kinshasa (voorheen Zaïre)                                    | Congolese frank=100 centimes                                    | CDF            |
| Cookeilanden                                                       | Nieuw-Zeelandse dollar=100 cent                                 | NZD            |
| Costa Rica                                                         | Costa Ricaanse colón=100 céntimos                               | CRC            |
| Cuba                                                               | Cubaanse peso=100 centavos                                      | CUP            |
| Curaçao                                                            | Antilliaanse gulden=100 cent                                    | ANG            |
| Cyprus                                                             | euro=100 cent=0,585 274 CYP                                     | EUR €          |
| Cyprus (tot 2009)                                                  | Cypriotisch pond=100 cent                                       | CYP            |
| Denemarken                                                         | Deense kroon=100 øre                                            | DKK            |
| Djibouti                                                           | Djiboutiaanse frank=100 centimes                                | DJF            |
| Dominica                                                           | Oost-Caribische dollar                                          | XCD            |
| Dominicaanse Republiek                                             | Dominicaanse peso=100 centavos                                  | DOP            |
| Duitsland                                                          | euro=100 cent=1,95583 DEM                                       | EUR €          |
| Duitsland (tot 2002)                                               | Duitse mark=100 pfennig                                         | DEM            |
| Ecuador                                                            | Amerikaanse dollar=100 cent                                     | USD $          |
| Egypte                                                             | Egyptisch pond=100 piasters                                     | EGP            |
| El Salvador                                                        | Amerikaanse dollar=100 cent                                     | USD $          |
| El Salvador                                                        | Bitcoin=100.000.000 satoshi                                     | XBT            |
| El Salvador (tot 2004)                                             | Salvadoraanse colón=100 centavos                                | SVC            |
| Equatoriaal-Guinea                                                 | CFA-frank                                                       | XAF            |
| Eritrea                                                            | nakfa=100 santhim                                               | ERN            |
| Estland                                                            | euro=100 cent=15,6466 EEK                                       | EUR €          |
| Estland (tot 2012)                                                 | Estische kroon=100 sent                                         | EEK            |
| Ethiopië                                                           | birr=100 cent                                                   | ETB            |
| Faeröer                                                            | Faeröerse kroon=100 øre (gelijk aan DKK)                        | DKK            |
| Falklandeilanden                                                   | Falklandeilands pond=100 new pence (gelijk aan GBP)             | FKP            |
| Fiji                                                               | Fijische dollar=100 cent                                        | FJD            |
| Filipijnen                                                         | Filipijnse peso=100 centavos of 100 sentimos                    | PHP            |
| Finland                                                            | euro=100 cent=5,945 73 FIM                                      | EUR €          |
| Finland (tot 2002)                                                 | Finse mark=100 penniä                                           | FIM            |
| Frankrijk                                                          | euro=100 cent=6,559 57 FRF                                      | EUR €          |
| Frankrijk (tot 2002)                                               | Franse frank (nouveau franc)=100 centimes=100 anciens francs    | FRF            |
| Frankrijk (tot 1961)                                               | Franse frank (ancien franc)                                     |                |
| Frankrijk (tot 1796)                                               | Frans pond=20 sous=240 deniers                                  |                |
| Frans-Guyana                                                       | euro=100 cent                                                   | EUR €          |
| Frans-Polynesië                                                    | CFP-frank                                                       | XPF            |
| Franse Zuidelijke Gebieden                                         |                                                                 |                |
| Gabon                                                              | CFA-frank                                                       | XAF            |
| Gambia                                                             | dalasi=100 butut                                                | GMD            |
| Georgië                                                            | lari=100 tetri                                                  | GEL            |
| Ghana                                                              | cedi=100 pesewa                                                 | GHS            |
| Gibraltar                                                          | Gibraltarees pond=100 new pence (gelijk aan GBP)                | GIP            |
| Grenada                                                            | Oost-Caribische dollar                                          | XCD            |
| Griekenland                                                        | euro=100 cent=340,750 GRD                                       | EUR €          |
| Griekenland (tot 2002)                                             | Griekse drachme=100 lepta                                       | GRD            |
| Groenland                                                          | Deense kroon=100 øre                                            | DKK            |
| Guadeloupe                                                         | euro=100 cent                                                   | EUR €          |
| Guam                                                               | Amerikaanse dollar=100 cent                                     | USD $          |
| Guatemala                                                          | quetzal                                                         | GTQ            |
| Guinee                                                             | Guineese frank=100 centimes                                     | GNF            |
| Guinee-Bissau                                                      | CFA-frank                                                       | XOF            |
| Guyana                                                             | Guyaanse dollar=100 cent                                        | GYD            |
| Haïti                                                              | gourde=100 santim                                               | HTG            |
| Honduras                                                           | lempira=100 centavos                                            | HNL            |
| Hongarije                                                          | forint=100 fillér                                               | HUF            |
| Hongkong                                                           | Hongkongse dollar=100 cent                                      | HKD            |
| Ierland                                                            | euro=100 cent=0,787 564 IEP                                     | EUR €          |
| Ierland (tot 2002)                                                 | Iers pond=100 new pence (tot 1979 gelijk aan GBP)               | IEP            |
| Ierland (tot 1972)                                                 | Iers pond=20 shilling=240 pence (gelijk aan GBP)                |                |
| IJsland                                                            | IJslandse kroon=100 eyrir=100 oude kroon                        | ISK            |
| IJsland (tot 1981)                                                 | oude IJslandse kroon                                            |                |
| India                                                              | Indiase roepie=100 paise                                        | INR            |
| Indonesië                                                          | roepia=100 sen                                                  | IDR            |
| Irak                                                               | Iraakse dinar=100 cent                                          | IQD            |
| Iran                                                               | Iraanse rial=100 dinar                                          | IRR            |
| Man                                                                | Isle of Man-pond (gelijk aan GBP)                               | GBP £          |
| Israël                                                             | Shekel (tot 1986)=100 agorot                                    | ILS            |
| Israël                                                             | New Israeli Shekel=100 agorot                                   | NIS            |
| Italië                                                             | euro=100 cent=1936,27 ITL                                       | EUR €          |
| Italië (tot 2002)                                                  | Italiaanse lire                                                 | ITL            |
| Ivoorkust                                                          | CFA-frank                                                       | XOF            |
| Jamaica                                                            | Jamaicaanse dollar=100 cent                                     | JMD            |
| Japan                                                              | yen=100 sen                                                     | JPY ¥          |
| Jemen                                                              | Jemenitische rial=100 fils                                      | YER            |
| Jordanië                                                           | Jordaanse dinar=100 fils                                        | JOD            |
| Kaaimaneilanden                                                    | Kaaimaneilandse dollar=100 cent                                 | KYD            |
| Kaapverdië                                                         | Kaapverdische escudo                                            | CVE            |
| Kameroen                                                           | CFA-frank                                                       | XAF            |
| Kazachstan                                                         | tenge=100 tiyn                                                  | KZT            |
| Kenia                                                              | Keniaanse shilling                                              | KES            |
| Kirgizië                                                           | som=100 tyjyn                                                   | KGS            |
| Kiribati                                                           | Australische dollar=100 cents                                   | AUD            |
| Koeweit                                                            | Koeweitse dinar=1000 fils                                       | KWD            |
| Kosovo (de facto)                                                  | euro=100 cent=1,955 83 DEM                                      | EUR €          |
| Kosovo (tot 2002, de facto)                                        | Duitse mark=100 pfennig                                         | DEM            |
| Kroatië                                                            | euro=100 cent= 7,53450 kuna                                     | EUR €          |
| Kroatië (tot 2023)                                                 | kuna=100 lipa                                                   | HRK            |
| Laos                                                               | kip                                                             | LAK            |
| Lesotho                                                            | loti=100 lisente                                                | LSL            |
| Letland                                                            | euro=100 cent=0,702 804 LVL                                     | EUR €          |
| Letland (tot 2015)                                                 | Letse lats=100 santīmu                                          | LVL            |
| Libanon                                                            | Libanees pond=100 piaster                                       | LBP            |
| Liberia                                                            | Liberiaanse dollar=100 cent                                     | LRD            |
| Libië                                                              | Libische dinar=1000 dirham                                      | LYD            |
| Liechtenstein                                                      | Zwitserse frank=100 Rappen of 100 centimes                      | CHF            |
| Litouwen                                                           | euro=100 cent=3,452 80 LTL                                      | EUR €          |
| Litouwen (tot 2016)                                                | Litouwse litas=100 centas                                       | LTL            |
| Luxemburg                                                          | euro=100 cent=40,3399 LUF                                       | EUR €          |
| Luxemburg (tot 2002)                                               | Luxemburgse frank (gelijk aan BEF)                              | LUF            |
| Macau                                                              | pataca=100 avo                                                  | MOP            |
| Noord-Macedonië                                                    | denar=100 deni                                                  | MKD            |
| Madagaskar                                                         | ariary=5 iraimbilanja=5 MGF                                     | MGA            |
| Madagaskar (tot 2010)                                              | Malagassische frank                                             | MGF            |
| Malawi                                                             | Malawische kwacha=100 tambala                                   | MWK            |
| Malediven                                                          | rufiyaa=100 laari                                               | MVR            |
| Maleisië                                                           | ringgit=100 sen                                                 | MYR            |
| Mali                                                               | CFA-frank                                                       | XOF            |
| Malta                                                              | euro=100 cent=0,429 300 MTL                                     | EUR €          |
| Malta (tot 2009)                                                   | Maltese lire=100 cent                                           | MTL            |
| Malta (tot 1984)                                                   | Maltees pond (gelijk aan GBP)                                   |                |
| Marokko                                                            | Marokkaanse dirham=100 centime                                  | MAD            |
| Marshalleilanden                                                   | Amerikaanse dollar=100 cent                                     | USD $          |
| Martinique                                                         | euro=100 cent                                                   | EUR €          |
| Mauritanië                                                         | ouguiya=5 khoums                                                | MRU            |
| Mauritius                                                          | Mauritiaanse roepie=100 cent                                    | MUR            |
| Mayotte                                                            | euro=100 cent                                                   | EUR €          |
| Mexico                                                             | Mexicaanse peso=100 centavos                                    | MXN $          |
| Micronesië                                                         | Amerikaanse dollar=100 cent                                     | USD $          |
| Moldavië                                                           | Moldavische leu=100 ban                                         | MDL            |
| Monaco                                                             | euro=100 cent=6,559 57 MCF                                      | EUR €          |
| Monaco (tot 2002)                                                  | Monegaskische frank=100 centimes (gelijk aan FRF)               | MCF            |
| Mongolië                                                           | tugrik=100 möngö                                                | MNT            |
| Montenegro (de facto)                                              | euro=100 cent=1,955 83 DEM                                      | EUR €          |
| Montenegro (tot 2002, de facto)                                    | Duitse mark=100 pfennig                                         | DEM            |
| Montserrat                                                         | Oost-Caribische dollar                                          | XCD            |
| Mozambique                                                         | metical=100 centavos=1000 MZM                                   | MZN            |
| Mozambique (tot 2007)                                              | oude metical                                                    | MZM            |
| Myanmar                                                            | kyat=100 pya                                                    | MMK            |
| Namibië                                                            | Namibische dollar=100 cent=1 ZAR                                | NAD            |
| Nauru                                                              | Australische dollar=100 cents                                   | AUD            |
| Nederland (in Europa)                                              | euro=100 cent= 2,203 71 NLG                                     | EUR €          |
| Nederland (in Europa, tot 2002)                                    | Nederlandse gulden=100 cent                                     | NLG ƒ Hfl      |
| Nederland (in Europa, tot 1817)                                    | Nederlandse gulden=20 stuivers=160 duiten=320 penningen         |                |
| Nederland (Caribisch Nederland)                                    | Amerikaanse dollar=100 cent                                     | USD $          |
| Nepal                                                              | Nepalese roepie=100 paisa                                       | NPR            |
| Nicaragua                                                          | córdoba=100 cent                                                | NIO            |
| Nieuw-Caledonië                                                    | CFP-frank                                                       | XPF            |
| Nieuw-Zeeland                                                      | Nieuw-Zeelandse dollar=100 cent                                 | NZD            |
| Niger                                                              | CFA-frank                                                       | XOF            |
| Nigeria                                                            | naira=100 kobo                                                  | NGN            |
| Niue                                                               | Nieuw-Zeelandse dollar=100 cent                                 | NZD            |
| Noord-Korea                                                        | Noord-Koreaanse won=100 chon                                    | KPW ₩          |
| Noordelijke Marianen                                               | Amerikaanse dollar=100 cent                                     | USD $          |
| Noorwegen                                                          | Noorse kroon=100 øre                                            | NOK            |
| Norfolk                                                            | Australische dollar=100 cents                                   | AUD            |
| Oeganda                                                            | Oegandese shilling=100 cent                                     | UGX            |
| Oekraïne                                                           | hryvnia=100 kopeken                                             | UAH            |
| Oezbekistan                                                        | sum=100 tiyin                                                   | UZS            |
| Oman                                                               | Omaanse rial=1000 baisa                                         | OMR            |
| Oost-Timor                                                         | Amerikaanse dollar=100 Oost-Timorese centavos                   | USD $          |
| Oostenrijk                                                         | euro=100 cent=13,7603 ATS                                       | EUR €          |
| Oostenrijk (tot 2002)                                              | Oostenrijkse schilling=100 Groschen                             | ATS            |
| Pakistan                                                           | Pakistaanse roepie                                              | PKR            |
| Palau                                                              | Amerikaanse dollar=100 cent                                     | USD $          |
| Palestina                                                          | Jordaanse dinar=100 fils                                        | JOD            |
| Panama                                                             | balboa= 100 centime                                             | PAB            |
| Papoea-Nieuw-Guinea                                                | kina=100 tua                                                    | PGK            |
| Paraguay                                                           | guaraní=100 céntimos                                            | PYG            |
| Peru                                                               | nuevo sol=100 céntimos= 1000 000 intis                          | PEN            |
| Peru (tot 1992)                                                    | inti=1000 viejos soles                                          | PEI            |
| Peru (tot 1986)                                                    | viejo sol                                                       | PEH            |
| Pitcairneilanden                                                   | Nieuw-Zeelandse dollar=100 cent                                 | NZD            |
| Polen                                                              | Poolse zloty=100 grosz=10000 PLZ                                | PLN            |
| Polen (tot 1996)                                                   | Poolse zloty                                                    | PLZ            |
| Portugal                                                           | euro=100 cent=200,482 PTE                                       | EUR €          |
| Portugal (tot 2002)                                                | Portugese escudo                                                | PTE            |
| Puerto Rico                                                        | Amerikaanse dollar=100 cent                                     | USD $          |
| Qatar                                                              | Qatarese rial=100 dirham                                        | QAR            |
| Réunion                                                            | euro=100 cent                                                   | EUR €          |
| Roemenië                                                           | Roemeense leu=100 bani=10000 ROL                                | RON            |
| Roemenië (tot 2006)                                                | Roemeense leu                                                   | ROL            |
| Rusland                                                            | Russische roebel=100 kopek                                      | RUB ₽          |
| Rwanda                                                             | Rwandese frank=100 centimes                                     | RWF            |
| Saint Kitts en Nevis                                               | Oost-Caribische dollar                                          | XCD            |
| Saint Lucia                                                        | Oost-Caribische dollar                                          | XCD            |
| Saint-Pierre en Miquelon                                           | euro=100 cent                                                   | EUR €          |
| Saint Vincent en de Grenadines                                     | Oost-Caribische dollar                                          | XCD            |
| Salomonseilanden                                                   | Salomon-dollar=100 cent                                         | SBD            |
| Samoa                                                              | tala=100 sene                                                   | WST            |
| San Marino                                                         | euro=100 cent=1936,27 SML                                       | EUR €          |
| San Marino (tot 2002)                                              | San Marinese lire (gelijk aan ITL)                              | SML            |
| Sao Tomé en Principe                                               | dobra=100 cêntimos                                              | STN            |
| Saoedi-Arabië                                                      | Saoedi-Arabische riyal=100 halalat                              | SAR            |
| Senegal                                                            | CFA-frank                                                       | XOF            |
| Servië                                                             | Servische dinar=100 para                                        | RSD            |
| Seychellen                                                         | Seychelse roepie=100 cent                                       | SCR            |
| Sierra Leone                                                       | leone=100 cent                                                  | SLL            |
| Singapore                                                          | Singaporese dollar=100 cent                                     | SGD S$         |
| Sint-Helena, Ascension en Tristan da Cunha                         | Sint-Heleens pond=100 pence (gelijk aan GBP)                    | SHP            |
| Sint Maarten (zuidelijk deel, voor het Franse deel zie Guadeloupe) | Antilliaanse gulden=100 cent                                    | ANG            |
| Slovenië                                                           | euro=100 cent=239,640 SIT                                       | EUR €          |
| Slovenië (tot 2008)                                                | Sloveense tolar=100 stotins                                     | SIT            |
| Slowakije                                                          | euro=100 cent=30,126 SKK                                        | EUR €          |
| Slowakije (tot 2010)                                               | Slowaakse kroon=100 heller                                      | SKK            |
| Soedan                                                             | Soedanees pond=100 piaster                                      | SDG            |
| Somalië                                                            | Somalische shilling=100 centesimi                               | SOS            |
| Spanje                                                             | euro=100 cent=166,386 ESP                                       | EUR €          |
| Spanje (tot 2002)                                                  | Spaanse peseta                                                  | ESP            |
| Spitsbergen en Jan Mayen                                           | Noorse kroon=100 øre                                            | NOK            |
| Sri Lanka                                                          | Sri Lankaanse roepie=100 cent                                   | LKR            |
| Suriname                                                           | Surinaamse dollar=100 cent                                      | SRD            |
| Swaziland                                                          | lilangeni=100 cent=1 ZAR                                        | SZL            |
| Syrië                                                              | Syrisch pond of lira=100 piaster                                | SYP            |
| Tadzjikistan                                                       | somoni=100 diram                                                | TJS            |
| Taiwan                                                             | Taiwanese dollar=40 000 oude Taiwanese dollar                   | TWD            |
| Taiwan (tot 1950)                                                  | Oude Taiwanese dollar                                           | TWD            |
| Tanzania                                                           | Tanzaniaanse shilling=100 cent                                  | TZS            |
| Thailand                                                           | baht=100 satang                                                 | THB            |
| Togo                                                               | CFA-frank                                                       | XOF            |
| Tokelau                                                            | Nieuw-Zeelandse dollar=100 cent                                 | NZD            |
| Tonga                                                              | Pa'anga=100 seniti                                              | TOP            |
| Trinidad en Tobago                                                 | Trinidad en Tobagodollar=100 cent                               | TTD            |
| Tsjaad                                                             | CFA-frank                                                       | XAF            |
| Tsjechië                                                           | Tsjechische kroon=100 heller                                    | CZK            |
| Tunesië                                                            | Tunesische dinar=1000 millime                                   | TND            |
| Turkije                                                            | Nieuwe Turkse lira=100 kuruş=1000 000 oude Turkse lira          | TRY ₺          |
| Turkije (tot 2007)                                                 | Turkse lira                                                     | TRL            |
| Turkmenistan                                                       | Turkmeense manat=100 tennesi=5000 TMM                           | TMT            |
| Turkmenistan (tot 2010)                                            | oude Turkmeense manat                                           | TMM            |
| Turks- en Caicoseilanden                                           | Amerikaanse dollar=100 cent                                     | USD $          |
| Tuvalu                                                             | Australische dollar=100 cents                                   | AUD            |
| Uruguay                                                            | Uruguayaanse peso=100 centésimos                                | UYU            |
| Vanuatu                                                            | vatu=100 centime                                                | VUV            |
| Vaticaanstad                                                       | euro=100 cent=1936,27 VAL                                       | EUR €          |
| Vaticaanstad (tot 2002)                                            | Vaticaanse lire (gelijk aan ITL)                                | VAL            |
| Venezuela                                                          | bolívar=100 céntimos                                            | VEF            |
| Verenigd Koninkrijk                                                | Pond sterling=100 new pence                                     | GBP £          |
| Verenigd Koninkrijk (tot 1972)                                     | Pond sterling=20 shilling=240 pence                             | £              |
| Verenigde Arabische Emiraten                                       | VAE-dirham=100 fils                                             | AED د.         |
| Verenigde Staten                                                   | Amerikaanse dollar=100 cent                                     | USD $          |
| Vietnam                                                            | dong=10 hao=100 xu                                              | VND            |
| Wallis en Futuna                                                   | CFP-frank                                                       | XPF            |
| Westelijke Sahara/SADR                                             | dirham                                                          |                |
| Wit-Rusland                                                        | Wit-Russische roebel=100 kopeke                                 | BYN            |
| Zambia                                                             | Zambiaanse kwacha=100 ngwee=1000 ZMK                            | ZMW            |
| Zambia (tot 2014)                                                  | oude Zambiaanse kwacha                                          | ZMK            |
| Zimbabwe (sedert 2015, de facto)                                   | Amerikaanse dollar=100 cent                                     | USD $          |
| Zimbabwe (sedert 2015, de facto)                                   | euro=100 cent                                                   | EUR €          |
| Zimbabwe (sedert 2015, de facto)                                   | rand=100 cent                                                   | ZAR            |
| Zimbabwe (tot 2016)                                                | vierde Zimbabwaanse dollar=1012 ZWR=1022 ZWN=1025 ZWD           | ZWL            |
| Zimbabwe (tot 2010)                                                | derde Zimbabwaanse dollar=1010 ZWN=1013 ZWD                     | ZWR            |
| Zimbabwe (tot 2009)                                                | tweede Zimbabwaanse dollar=1000 ZWD                             | ZWN            |
| Zimbabwe (tot 2007)                                                | eerste Zimbabwaanse dollar=100 cent=1 R$                        | ZWD            |
| Zimbabwe (tot 1981)                                                | Rhodesische dollar=100 cent                                     | R$             |
| Zuid-Afrika                                                        | rand=100 cent                                                   | ZAR            |
| Zuid-Georgia en de Zuidelijke Sandwicheilanden                     | Falklandeilands pond=100 new pence (gelijk aan GBP)             | FKP            |
| Zuid-Korea                                                         | Zuid-Koreaanse won                                              | KRW            |
| Zuid-Soedan                                                        | Zuid-Soedanees pond=100 piaster                                 | SSP            |
| Zweden                                                             | Zweedse kroon=100 öre                                           | SEK            |
| Zwitserland                                                        | Zwitserse frank=100 Rappen of 100 centimes                      | CHF            |

## Nooit ingevoerde munteenheden
- Palestijnse dinar (Palestina)
- Riffan (Rif-Republiek)
- Syrische dinar (Arabische Koninkrijk Syrië)
- Tataarse roebel (Tatarije)
- Tsjetsjeense nachar (Itsjkerië)